# Acid webbläsartester
Acid1, Acid2 och Acid3 är testsviter, som kontrollerar hur väl en webbläsare följer ett urval webbstandarder.
Det mest kända testet, Acid2, är en testsvit för att undersöka hur bra webbläsare är på att följa standarder för CSS 2.1. Testet togs fram av Ian Hickson och the Web Standards Project. I slutet av januari 2008 lanserades Acid3, som främst prövar hur väl en webbläsare följer ECMAScript-standarden och DOM-standarderna. Dessutom prövas bland annat stödet för SVG, CSS 3.0 selektorer och mediafrågor.
Acidtesten är inte officiella testsviter, och prövar bara ett urval av alla de saker en webbläsare måste kunna inom området. De har dock rönt stor uppmärksamhet bland webbutvecklare.

## Acid1

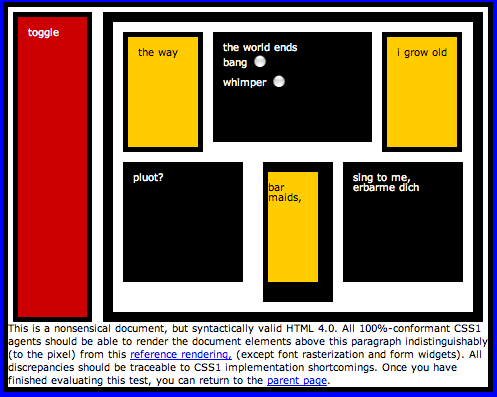
Acid1 som det skall se ut när det klaras

1994 föreslog Håkon Wium Lie, en av upphovsmännen bakom CSS, att det skulle göras ett enkelt test för CSS 1.0. Todd Fahrner utformade testet och det publicerades på W3C:s webbplats. Framförallt så testades om en webbläsare följde den s.k. boxmodellen.

## Acid2

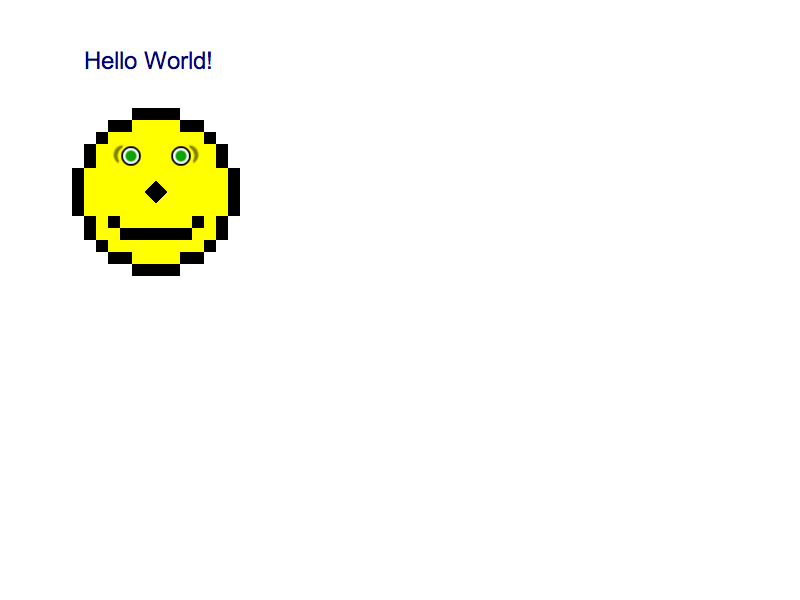
Acid2 som det skall se ut när det klaras

Acid2 testar hur en webbläsare följer följande delar av CSS 2.0 specifikationen:
- Position: absolute, relative och fixed
- Boxmodellen
- CSS tabeller (inte att förväxla med HTML-tabeller)
- CSS marginaler
- CSS "generated content"
- CSS tolkning – Acid2 includerar ett antal fel, som skall ignoreras
- Ordningen enligt vilken en sida "målas" på skärmen
- CSS linjehöjd
- "Hover" effekter

Därtill testas:
- Alpha transparens på PNG bilder – ögonen är transparenta PNG-bilder
- Objekt infogade med elementet "object" och dess "fallback"

### Webbläsare som klarar Acid2
Den första officiellt lanserade webbläsaren som klarade Acid2 var Safari version 2.02, släppt 31 oktober 2005. Andra webbläsare som bygger på samma renderingsmotor, Webkit, klarar också testet. Det inkluderar Shiira, OmniWeb och iCab 4.0.
Därefter har följande webbläsare klarat testet:
- Prince XML 5.1, specialskriven webbläsare för utskrifter och tryck, 7 december 2005.
- Konqueror 3.5.2, 28 mars 2006.
- Opera 9.0, 20 juni 2006. Andra webbläsare som bygger på Opera klarar testet också. Dock ej Opera Mini 4.0.
- iCab 3.0.3, som bygger på en egen renderingsmotor, 17 augusti 2006.
- Firefox klarar testet från och med släppet av Firefox 3.0 den 17 juni 2008. En gren av renderingsmotorn som används, Gecko, klarade testet redan 12 april 2006, men tekniska hänsyn till andra delar av projektet har gjort att Firefox först i och med version 3 officiellt klarade testet. Gecko är annars känt för ett utmärkt stöd för CSS och har länge varit nära att klara testet.

Internet Explorer version 6.0 och 7.0 misslyckas katastrofalt med testet. I december 2007 meddelade Microsoft att version 8 i interna utvecklingsversioner klarade testet. Strax därefter meddelades dock att denna webbläsare skulle ha åtskilda renderingslägen beroende på en växel, utformad som en metatagg eller som ett HTTP-HEAD-anrop. Testet i sig innehåller ingen sådan växel, och antogs att Internet Explorer 8.0 inte heller kommer att klara testet, officiellt. Den 3 mars meddelade dock Microsoft att detta beteende är ändrat. Internet Explorer 8 beta 1 släpptes den 5 mars och klarar testet, under förutsättning att det prövas på exakt rätt URL. Prövas programmet på någon annan URL så misslyckas det, beroende på att hanteringen av HTML-elementet object fortfarande är felaktig. Internet Explorer 8 beta 2 verkar dock klara testet oberoende URL.

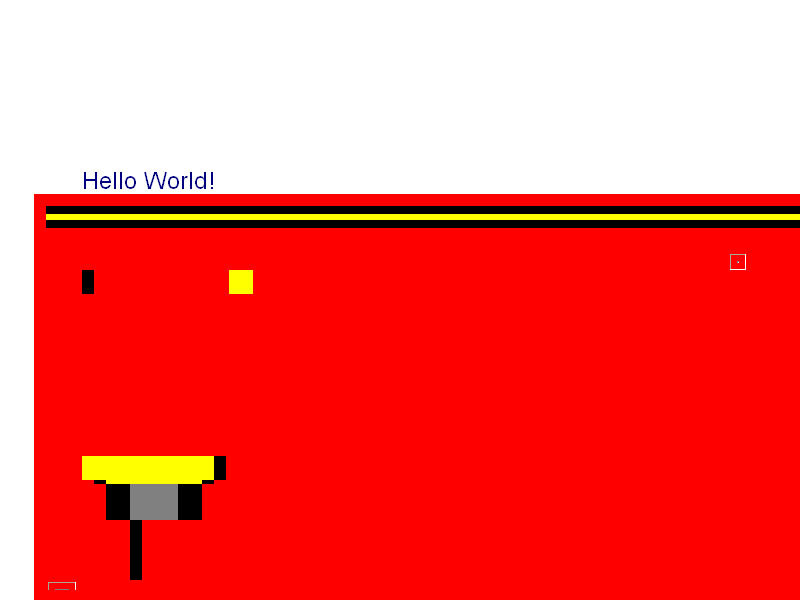
Acid2 testat i Internet Explorer 6.0
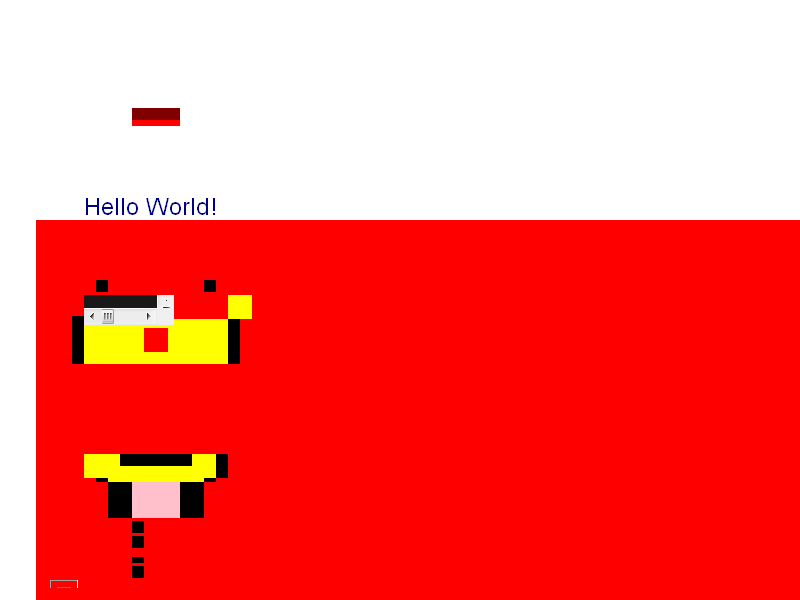
Acid2 testat i Internet Explorer 7.0
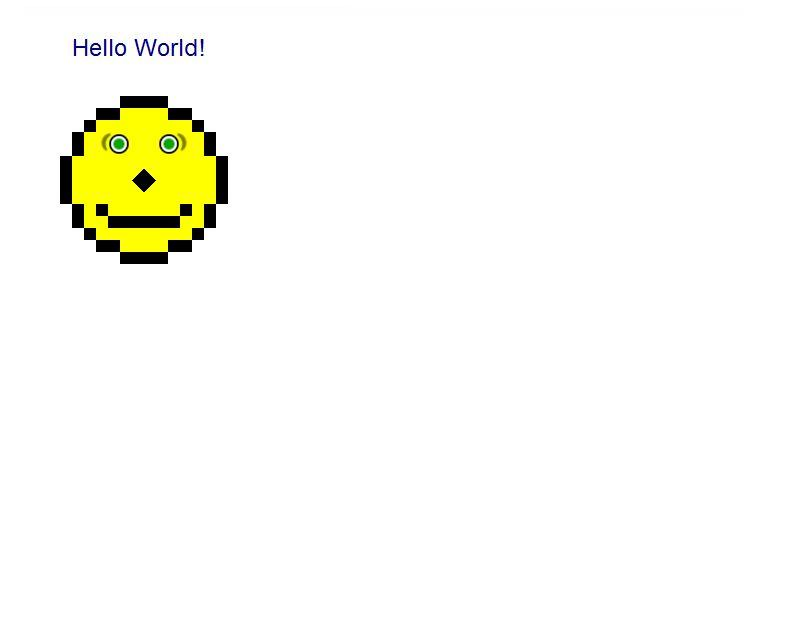
Acid2 testat i Internet Explorer 8.0 Beta
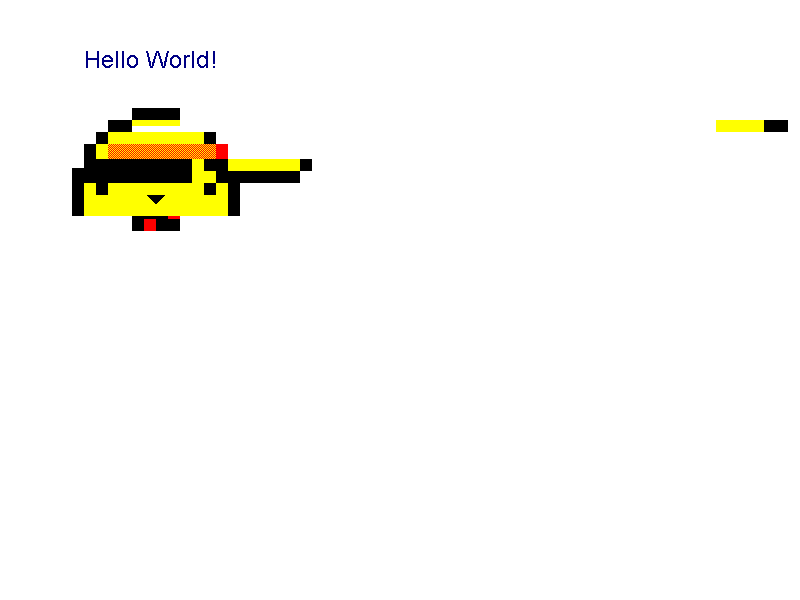
Acid2 testat i Mozilla Firefox 1.0, Mozilla 1.7.13, och Netscape 7.2
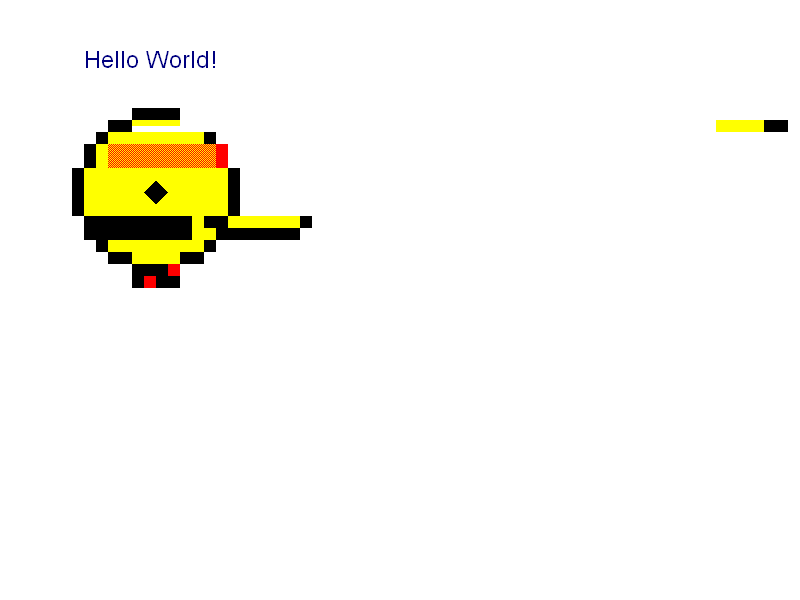
Acid2 testat i Mozilla Firefox 1.5 och 2.0
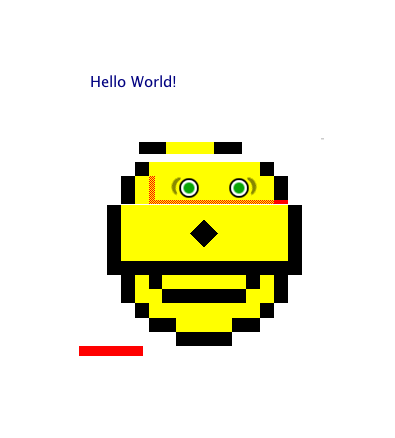
Acid2 testat i Opera Mini 4

## Acid3
Detta test, som lanserades 3 mars 2008, består av hundra deltester. Också detta test har utformats av Ian Hickson, men ett drygt tiotal deltester är gjorda av andra utvecklare  I Acid3-testet har en poängräknare infogats. Mätaren visar poäng (0-100) vilket gör det lättare att jämföra olika webbläsares testresultat.
Olika webbläsares poäng på Acid3-testet:
| Webbläsare             | Antal poäng av 100 möjliga | Releasedatum                                                               |
| ---------------------- | -------------------------- | -------------------------------------------------------------------------- |
| Mozilla Firefox 2.0    | 50                         | 2006 10 24 - 24 oktober 2006                                               |
| Mozilla Firefox 3.0    | 71                         | 2008 06 17 - 17 juni 2008                                                  |
| Internet Explorer 6.0  | 11                         | 2001 08 27 - 27 augusti 2001                                               |
| Internet Explorer 7.0  | 12                         | 2006 10 18 - 18 oktober 2006                                               |
| Internet Explorer 8.0  | 20                         | 2009 03 19 - 19 mars 2009                                                  |
| Mozilla Firefox 3.5    | 93                         | 2009 06 30 - 30 juni 2009                                                  |
| Opera 9.6              | 85                         | 2008 10 08 - 8 oktober 2008                                                |
| Safari 3.2             | 75                         | 2008 11 14 - 14 november 2008                                              |
| Safari 4.0             | 100                        | 2009 02 24 - 24 februari 2009                                              |
| Google Chrome 1.0      | 79                         | 2008 12 12 - 12 december 2008                                              |
| Google Chrome 2.0 Beta | 100                        | 2009 04 30 - 30 april 2009                                                 |
| SRWare Iron 1.0        | 100                        | 2008 12 14 - 14 december 2008                                              |
| SRWare Iron 2.0        | 100                        | 2009 03 12 - 12 mars 2009                                                  |
| Opera 10               | 100                        | 2009 09 01 - 1 september 2009                                              |
| Mozilla Firefox 3.6    | 94                         | 2010 01 21 - 21 januari 2010                                               |
| Mozilla Firefox 4.0.1  | 97                         | 2011 03 22 - 22 mars 2011 för 4.0 och 2011 04 28 - 28 april 2011 för 4.0.1 |

## Formella tester
Acid-testerna är inga formella testsviter och de testar bara vissa delar av standarderna. Att klara ett test är därför endast en enda indikator på hur väl en webbläsare kan sägas följa standarder.
W3C och andra organisationer tar därför fram officiella testsviter för olika tekniker. Andra indikationer på hur väl en webbläsare följer standarderna kan man få i jämförelsetabeller.

### Fotnoter
1. ↑  http://www.alistapart.com/articles/beyonddoctype Beyond DOCTYPE: Web Standards, Forward Compatibility, and IE8
2. ↑  ”Arkiverade kopian”. Arkiverad från originalet den 8 mars 2008. https://web.archive.org/web/20080308221321/http://www.microsoft.com/presspass/press/2008/mar08/03-03WebStandards.mspx. Läst 7 mars 2008.
3. ↑  Ian Hickson (2 mars 2008). ”Kommentar till Why Isn't IE8 Passing Acid2?” (på Engelska). IEBlog. http://blogs.msdn.com/ie/archive/2008/03/05/why-isn-t-ie8-passing-acid2.aspx#8059324. Läst 9 mars 2008.
4. ↑  Ian Hicksons inbjudan att delta i utvecklingen av Acid 3, se också testets källkod.
5. ↑  CSS tester hos W3C
6. ↑  Jämförelse av renderingsmotorer på engelskspråkiga Wikipedia Längst ned på sidan finns länkar till jämförelsetabeller för HTML, XHTML, CSS, ECMAScript, DOM, etc